# 건강플러스 (라디오 프로그램)
건강플러스는 KBS 1라디오에서 방송했던 건강 정보 프로그램이다.

## 역사
2005년 10월 29일에 첫방송을 시작했으며, 원래는 토요일에만 방송했으나, 2006년 4월 29일부터 주말 방송으로 확대됐다가, 2008년 11월 17일부터 매일 방송으로 확대되어 방송했으나, 2013년 4월 7일 방송을 마지막으로 8년만에 폐지되었다.

## 역대 방송시간
| 방송 채널   | 방송 기간                          | 방송 시간                                                  |
| ----------- | ---------------------------------- | ---------------------------------------------------------- |
| KBS 1라디오 | 2005년 10월 29일 ~ 2006년 4월 22일 | 매주 토요일 오전 10:10 ~ 오전 10:58                        |
| KBS 1라디오 | 2006년 4월 29일 ~ 2008년 11월 16일 | 주말 오전 10:10 ~ 오전 10:58                               |
| KBS 1라디오 | 2008년 11월 17일 ~ 2009년 4월 26일 | 평일 오전 10:10 ~ 오전 10:40, 주말 오전 10:10 ~ 오전 10:58 |
| KBS 1라디오 | 2009년 4월 27일 ~ 2013년 4월 7일   | 평일 오전 10:10 ~ 오전 10:54, 주말 오전 10:10 ~ 오전 10:58 |

## 지역 프로그램 (평일)
지역 프로그램은 평일에만 방송한다.
| 프로그램          | 지역       | 방송국  | 진행자         |
| ----------------- | ---------- | ------- | -------------- |
| 정보큐            | 전라북도   | KBS전주 | 손혜원         |
| 위풍당당 실버시대 | 울산광역시 | KBS울산 | 김중근, 임난주 |